# ویند ریج (پنسیلوانیا)
ویند ریج (به انگلیسی: Wind Ridge) یک منطقهٔ مسکونی در ایالات متحده آمریکا است که در شهرستان گرین، پنسیلوانیا واقع شده‌است. ویند ریج ۸٫۱۵ کیلومتر مربع مساحت و ۲۱۵ نفر جمعیت دارد و ۴۱۵٫۱۴ متر بالاتر از سطح دریا واقع شده‌است.